# Holoxanthina rhodotela
Holoxanthina rhodotela är en fjärilsart som beskrevs av Pierre E.L. Viette 1958. Holoxanthina rhodotela ingår i släktet Holoxanthina och familjen nattflyn. Inga underarter finns listade i Catalogue of Life.